# Sarimulyo (Ngawen)
Sarimulyo is een bestuurslaag in het regentschap Blora van de provincie Midden-Java, Indonesië. Sarimulyo telt 3302 inwoners (volkstelling 2010).